# Chorebus separatus
Chorebus separatus är en stekelart som först beskrevs av Telenga 1935.  Chorebus separatus ingår i släktet Chorebus och familjen bracksteklar. Inga underarter finns listade i Catalogue of Life.